# Championnats d'Europe de tennis de table 1994
Navigation
Édition précédente Édition suivante
Les championnats d'Europe de tennis de table 1994, dix-neuvième édition des championnats d'Europe de tennis de table, ont lieu du 25 mars au 4 avril 1994 à Birmingham, au Royaume-Uni.
Le titre simple messieurs est remporté par le belge Jean-Michel Saive.
Le titre par équipe est remporté par l'équipe de France,,.